# 夜はタマたマ男だけ!!
『夜はタマたマ男だけ!!』（よるはタマたマおとこだけ）は、1985年5月13日から同年9月23日までフジテレビ系列局で放送されていたフジテレビ製作のバラエティ番組である。放送時間は毎週月曜 21:00 - 21:54 （日本標準時）。

## 概要
宇崎竜童と所ジョージがMCを務めていた番組。1985年3月、萩本欽一がテレビとラジオのレギュラー出演をすべて打ち切り、半年間ほど休養すると表明したのに伴い、それまで月曜21:00枠で放送されていた『欽ドン!』シリーズも一旦終了。萩本の意向が急であったこともあり、つなぎ番組として急遽制作された。タイトルロゴは「夜はタマたマ」を所のイメージでポップ調、「男だけ」を宇崎のイメージで毛筆で書いたものとした。
番組は毎回男性ゲストを招き、彼らと宇崎と所によるトークを中心に進行。ほか、歌のコーナーやショートコーナーも実施していた。番組タイトルが示す通り、出演者は基本的に「男だけ」に限っていたが、後述のコーナーに間下このみがレギュラー出演していたことから、一部で（冗談交じりに）「女もいるじゃないか」とツッコまれていた。また、最終回では女性ゲストの桃井かおりを招いていた。
当初は視聴率で苦戦していたが、所のコーナーが好評だったこともあり、視聴率は徐々に上昇していた。しかし、萩本欽一の復帰と、『マイルド欽ドン!』の開始が決まったことなどにより、番組は4か月で打ち切られた。
番組の終了翌月に土曜19:00枠でスタートしたクイズ番組『所さんのただものではない!』は、この番組で行われていた1コーナーが単独番組化したものである。このコーナーは当初はコーナータイトルが決まっておらず、放送開始からしばらくの間は何度もタイトルを変えていた（「所さんのロンパールーム」などと呼ばれていた時期もあり）。前述の間下このみやカケフくんはこの頃からレギュラー出演していた。

## 出演者

### MC
- 宇崎竜童（リーダー）
- 所ジョージ（チーフ）

### 準レギュラー
- 武野功雄
- 春海四方
- 野々村真
- 間下このみ
- 竜童組

## テーマ曲
いずれも竜童組の曲。
- オープニングテーマ：「八木節イントロデュース」
- エンディングテーマ：「新宿レイニーナイト」
- ジングル：「ザ・カムイ」

## スタッフ
- 構成：鈴木しゅんじ、高橋秀樹、腰山一生、石井徹也、下尾雅美、長田充、内田英一、デーブ・スペクター
- 音楽：竜童組
- 振付：土居甫
- スタイリスト：矢野悦子
- オープニングキャラクター：山崎イサオ
- 技術：梅谷昌弘
- カメラ：藤江雅和
- 音声：間野目政孝
- 映像：矢田目幸一
- 照明：小宮俊彦
- 美術プロデューサー：堀切清
- デザイン：山本修身
- 制作進行：松沢由之
- 大道具：小林伸吾
- 装飾：鎌田徳夫
- 持道具：荒井実
- 衣裳：佐藤孝二
- メイク：大木いづみ
- タイトル：高栁義信
- 電飾：永谷正美
- アクリル装飾：高野敏明
- 視覚効果：高橋信一
- 音響効果：堺忠佑（プロジェクト80）
- スチール撮影：桜井保秋
- VTR編集：鈴木敬二（東洋現像所ビデオセンター）
- 協力：丸美花園、ワンスポットサウンド、オオイケ
- ディレクター：小林豊、光野道夫
- 制作著作：フジテレビ